# 佐野健二
佐野健二（さの けんじ, 1953年－）は、日本のリュート奏者。

## 経歴
英国のギルドホール音楽院を首席で卒業。ギターを岡本一郎、H.クワイン、B.オー、J.ブリームらに、リュートをA.ルーリー、N.ノース、J.リンドベルイらに師事した。
演奏活動に対し、「ジョン・クリフォード・ペティカン賞」「ロンドン芸術協会選出1978年度新人音楽家」「大阪文化祭奨励賞」「音楽クリティック・クラブ新人賞」「神戸灘ライオンズクラブ音楽賞」「大阪文化祭賞」（2回）を受ける。
現在はルネサンス、バロック期の撥弦楽器を中心に、独奏・伴奏・通奏低音奏者として演奏、録音活動を行っているが、そのレパートリーは民族音楽より現代音楽にまで及んでいる。
相愛大学の非常勤講師をしており、2007年にEMCレコード設立、アーリーミュージックカンパニー主宰している。
同じくリュート奏者のつのだたかしによるバンドタブラトゥーラのアルバムにも参加している。